# 国道501号

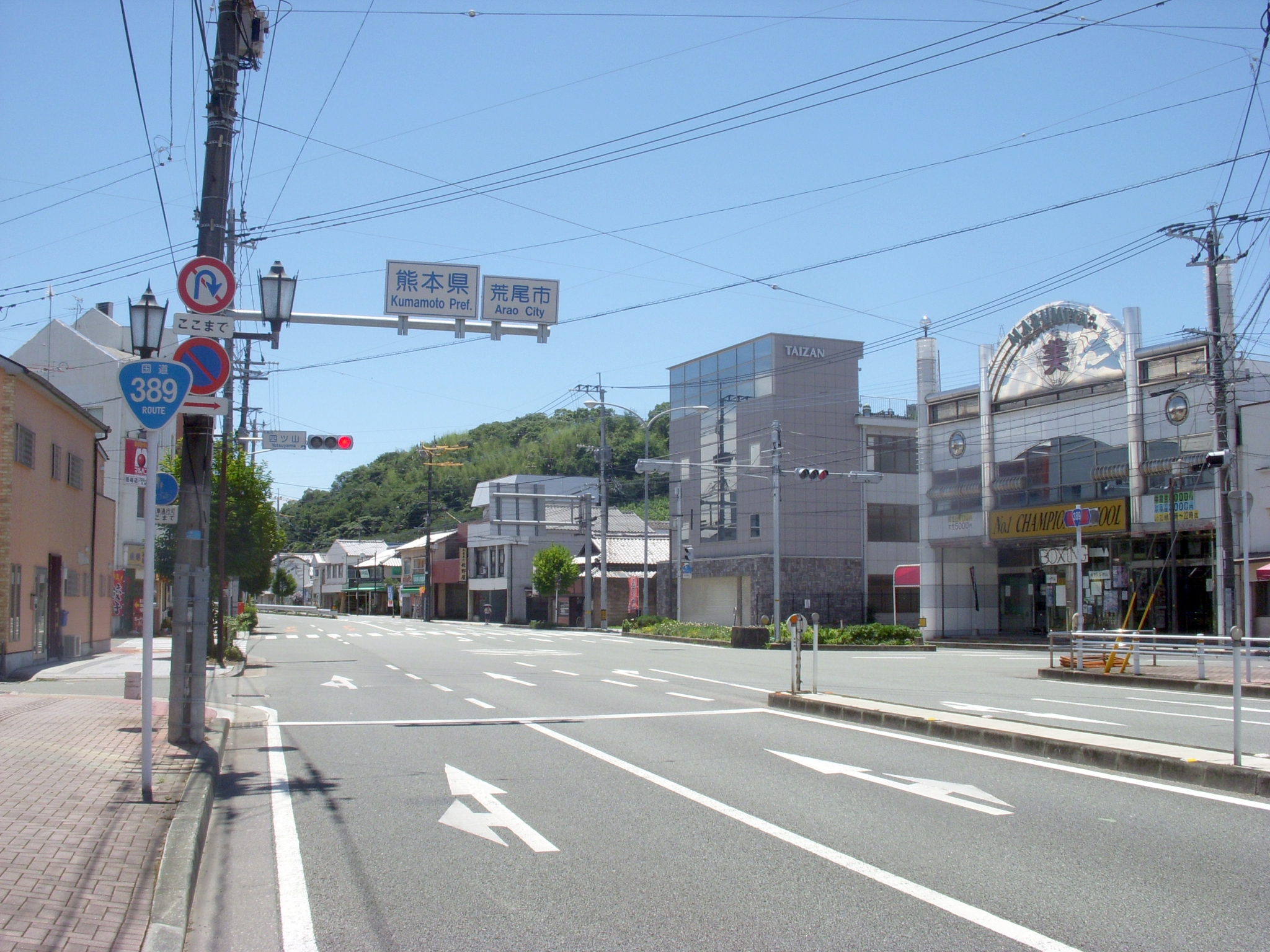
福岡県と熊本県の県境に位置する四ツ山交差点付近

国道501号（こくどう501ごう）は、福岡県大牟田市から熊本県宇土市に至る一般国道である。

## 概要
福岡県大牟田市を起点に、熊本県北部と中部を有明海沿いに南北に延びる国道で、島原半島との間の航路がある三池港・長洲港・熊本港という主要港湾を結んでいる。
熊本市の市街地を通らずに、福岡県大牟田市や熊本県北部と宇土市を結ぶ路線であるため、海岸沿いの区間が多いにもかかわらず交通量は多く、大型車の通行も非常に多い。
坪井川河口にあたる熊本市西区松尾町は干満の差が激しいことで知られる有明海沿いにあるため、満潮時には道路が冠水することがあった。玉名市天水町から熊本市西区小島町までは、海岸線沿いを走るため、急カーブや急勾配が多い。このため、この区間は最高速度40 km/hに制限されているが、急カーブが続くところでは、最高速度30 km/hに制限されている。

### 路線データ
一般国道の路線を指定する政令に基づく起終点および重要な経過地は次のとおり。
- 起点：大牟田市（有明町交差点 = 国道208号交点、国道209号・国道389号起点）
- 終点：宇土市（馬之瀬交差点 = 国道57号交点）
- 重要な経過地：荒尾市、熊本県玉名郡長洲町、玉名市、熊本市
- 総延長 : 53.6 km（福岡県 4.0 km、熊本県 29.9 km、熊本市 19.7 km）重用延長を含む。[2][注釈 2]
- 重用延長 : 13.1 km（福岡県 4.0 km、熊本県 9.1 km、熊本市 - km）[2][注釈 2]
- 未供用延長 : なし[2][注釈 2]
- 実延長 : 40.5 km（福岡県 - km、熊本県 20.8 km、熊本市 19.7 km）[2][注釈 2]
  - 現道 : 40.1 km（福岡県 - km、熊本県 20.8 km、熊本市 19.3 km）[2][注釈 2]
  - 旧道 : 0.4 km（福岡県 - km、熊本県 - km、熊本市 0.4 km）[2][注釈 2]
  - 新道 : なし[2][注釈 2]
- 指定区間：なし[3]

## 歴史
- 1993年（平成5年）4月1日 - 1992年（平成4年）4月3日政令第104号により、福岡県道・熊本県道7号大牟田熊本宇土線を国道501号に指定。
  - 同日、起点から熊本県玉名郡長洲町の長洲交差点までの区間について国道389号としても指定されている（既存国道の路線延長指定）。

## 路線状況

### バイパス
- 飽田バイパス - 熊本県熊本市西区中島町 - 銭塘町（全長3.8 kmのうち2.2 kmが供用中）

### 重複区間
- 国道389号（福岡県大牟田市有明町・有明町交差点（起点） - 熊本県玉名郡長洲町大字長洲・長洲交差点）

### 道路施設

#### 橋梁
- 福岡県
  - 祇園橋（諏訪川、大牟田市、国道389号重複区間内）
- 熊本県
  - 上磯橋（荒尾市、国道389号重複区間内）
  - 長洲大橋（浦川、玉名郡長洲町、国道389号重複区間内）
  - 新浦川橋（玉名郡長洲町）
  - 部都橋（玉名郡長洲町）
  - 菜切川橋（菜切川。玉名郡長洲町）
  - 宮崎橋（宮崎川、玉名郡長洲町）
  - 新行末橋（行末川、玉名郡長洲町 - 玉名市）
  - 新清松橋（境川、玉名市）
  - 新大浜橋（菊池川、玉名市）
  - 潮見橋（玉名市）
  - 新明辰橋（明辰川、玉名市）
  - 外平橋（甲申川、玉名市）
  - 金毘羅橋（唐人川、玉名市）
  - 呑崎橋（呑崎川、玉名市）
  - 境川橋（境谷川、玉名市 - 熊本市西区）
  - 第三白浜橋（熊本市西区）
  - 第二白浜橋（熊本市西区）
  - 第一白浜橋（熊本市西区）
  - 小責橋（小責川、熊本市西区）
  - 河内橋（河内川、熊本市西区）
  - 近津橋（近津川、熊本市西区）
  - 第近二津橋（熊本市西区）
  - 坪井川橋（坪井川、熊本市西区）
  - 大井手橋（熊本市西区）
  - 小島橋（白川、熊本市西区）
  - 浜中橋（除川、熊本市西区 - 熊本市南区）
  - 上沖田橋（天明新川、熊本市南区）
  - 平木橋（緑川、熊本市南区 - 宇土市）
  - 平成走潟大橋（浜戸川、宇土市）

## 地理

### 通過する自治体
- 福岡県
  - 大牟田市
- 熊本県
  - 荒尾市 - 玉名郡長洲町 - 玉名市 - 熊本市（西区 - 南区） - 宇土市

### 交差する道路
| 交差する道路                                                 | 都道府県名 | 市町村名 | 市町村名 | 交差する場所 | 交差する場所        |
| ------------------------------------------------------------ | ---------- | -------- | -------- | ------------ | ------------------- |
| 国道208号 国道209号 国道389号 重複区間起点                   | 福岡県     | 大牟田市 | 大牟田市 | 有明町1丁目  | 有明町交差点 / 起点 |
| 福岡県道・佐賀県道18号大牟田川副線 福岡県道735号大牟田港線   | 福岡県     | 大牟田市 | 大牟田市 | 大正町3丁目  | 大正町3丁目交差点   |
| 福岡県道・熊本県道126号大牟田荒尾線 重複区間起点             | 福岡県     | 大牟田市 | 大牟田市 | 白金町       | 白金2交差点         |
| 福岡県道789号一部三川線                                      | 福岡県     | 大牟田市 | 大牟田市 | 三川町1丁目  | 三川町1丁目交差点   |
| 福岡県道736号三池港線 福岡県道787号勝立三川線                | 福岡県     | 大牟田市 | 大牟田市 | 三里町2丁目  | 三里町2丁目交差点   |
| 福岡県道・熊本県道126号大牟田荒尾線 重複区間終点             | 福岡県     | 大牟田市 | 大牟田市 | 三里町3丁目  | 四ツ山交差点        |
| 福岡県道・熊本県道126号大牟田荒尾線 重複区間終点             | 熊本県     | 荒尾市   | 荒尾市   | 四ツ山       | 四ツ山交差点        |
| 福岡県道・熊本県道126号大牟田荒尾線 重複区間起点             | 熊本県     | 荒尾市   | 荒尾市   | 荒尾         |                     |
| 福岡県道・熊本県道126号大牟田荒尾線 重複区間終点             | 熊本県     | 荒尾市   | 荒尾市   | 荒尾         | 市屋交差点          |
| 熊本県道46号荒尾長洲線                                       | 熊本県     | 玉名郡   | 長洲町   | 大字長洲     | 長洲町西荒神交差点  |
| 国道389号 重複区間終点                                       | 熊本県     | 玉名郡   | 長洲町   | 大字長洲     | 長洲交差点          |
| 熊本県道169号大野下停車場線                                  | 熊本県     | 玉名市   | 玉名市   | 岱明町鍋     | 岱明町鍋交差点      |
| 熊本県道327号大浜小天線                                      | 熊本県     | 玉名市   | 玉名市   | 大浜町       |                     |
| 熊本県道1号熊本玉名線 重複区間起点 熊本県道191号部田見木葉線 | 熊本県     | 玉名市   | 玉名市   | 天水町部田見 | 天水町部田見交差点  |
| 熊本県道1号熊本玉名線 重複区間終点                           | 熊本県     | 玉名市   | 玉名市   | 天水町立花   |                     |
| 熊本県道327号大浜小天線                                      | 熊本県     | 玉名市   | 玉名市   | 天水町小天   |                     |
| 熊本県道101号植木河内港線 重複区間起点                       | 熊本県     | 熊本市   | 西区     | 河内町野出   |                     |
| 熊本県道101号植木河内港線 重複区間起点                       | 熊本県     | 熊本市   | 西区     | 河内町野出   | 河内町東門寺        |
| 熊本県道28号熊本高森線                                       | 熊本県     | 熊本市   | 西区     | 小島上町     | 小島上町交差点      |
| 熊本県道233号海路口小島線                                    | 熊本県     | 熊本市   | 西区     | 小島上町     |                     |
| 熊本県道51号熊本港線                                         | 熊本県     | 熊本市   | 西区     | 中原町       | 中原町交差点        |
| 熊本県道229号畠口川尻停車場線                                | 熊本県     | 熊本市   | 南区     | 並建町       |                     |
| 熊本県道50号熊本嘉島線 熊本県道234号天明川尻線               | 熊本県     | 熊本市   | 南区     | 奥古閑町     |                     |
| 熊本県道242号走潟廻江線                                      | 熊本県     | 宇土市   | 宇土市   | 走潟町       | 走潟町交差点        |
| 国道57号                                                     | 熊本県     | 宇土市   | 宇土市   | 馬之瀬町     | 馬之瀬交差点 / 終点 |

### 交差する鉄道
- 鹿児島本線
- 西鉄天神大牟田線

### 沿線
- 諏訪川
- 有明海（島原湾）
- 菊池川
- 河内川
- 坪井川
- 白川
- 除川
- 千間江湖川
- 天明新川
- 緑川